# Mikroantikörper
Ein Mikroantikörper ist ein Peptid, das von einem Antikörper oder von einem Phagendisplay abgeleitet wurde und an das gleiche Antigen bindet.

## Eigenschaften
Mikroantikörper sind von der Antigen-bindenden Aminosäuresequenz eines Antikörpers abgeleitete oder aus einem Phagendisplay entstammende Peptide. Sie bestehen aus dem Teil der Aminosäuresequenz des Antikörpers, das an das Antigen bindet. Aufgrund der im Vergleich zu den Einzeldomänenantikörpern, scFv-Fragmenten, Fab-Fragmenten, F(ab)2-Fragmenten oder Antikörpern besitzen Mikroantikörper eine geringere Größe und Molmasse und werden daher leichter von Zellen aufgenommen, z. B. siebzehn Aminosäuren.
Ein Mikroantikörper wurde entwickelt, um die Replikation von HIV in Zellkulturen zu hemmen, basierend auf der CDR-H3-Region des Antikörpers vom Typ IgG1 namens F58. Weitere Mikroantikörper wurden per Phagendisplay zur Bindung an den GCSF-Rezeptor, an die Proteinkinase Aurora-A oder an das Gangliosid GM1 entwickelt.